# Campeonato Europeu de Futebol de 1996
A décima edição do Campeonato Europeu de Futebol realizou-se em 1996 e teve como anfitrião a Inglaterra. Foi a primeira a introduzir o formato de dezesseis equipes a disputar a final.
Depois do Euro 92, a seleção da CEI deixou de existir, dissolvendo-se nas seleções de seus doze países. Desde 1993, a Tchecoslováquia não existiu mais, dando origem à República Tcheca e Eslováquia. A Iugoslávia iniciou sua desintegração no começo da década, tendo sua seleção sofrido embargo da FIFA devido às guerras contra as auto-declaradas independentes Bósnia e Herzegovina, Croácia e Eslovênia - a República da Macedônia fora a única onde não se teve conflito. Todas estas nações independentes competiriam pela primeira vez em Eurocopas a partir desta edição.

## Estádios
| \| Londres Manchester Liverpool Birmingham Leeds Sheffield Newcastle Nottingham \| | \| Londres Manchester Liverpool Birmingham Leeds Sheffield Newcastle Nottingham \| | Londres                               | Manchester                        |
| \| Londres Manchester Liverpool Birmingham Leeds Sheffield Newcastle Nottingham \| | \| Londres Manchester Liverpool Birmingham Leeds Sheffield Newcastle Nottingham \| | Estádio de Wembley Capacidade: 76,567 | Old Trafford Capacidade: 55,000   |
| \| Londres Manchester Liverpool Birmingham Leeds Sheffield Newcastle Nottingham \| | \| Londres Manchester Liverpool Birmingham Leeds Sheffield Newcastle Nottingham \| |                                       |                                   |
| \| Londres Manchester Liverpool Birmingham Leeds Sheffield Newcastle Nottingham \| | \| Londres Manchester Liverpool Birmingham Leeds Sheffield Newcastle Nottingham \| | Liverpool                             | Birmingham                        |
| \| Londres Manchester Liverpool Birmingham Leeds Sheffield Newcastle Nottingham \| | \| Londres Manchester Liverpool Birmingham Leeds Sheffield Newcastle Nottingham \| | Anfield Capacidade: 42,730            | Villa Park Capacidade: 40,310     |
| \| Londres Manchester Liverpool Birmingham Leeds Sheffield Newcastle Nottingham \| | \| Londres Manchester Liverpool Birmingham Leeds Sheffield Newcastle Nottingham \| |                                       |                                   |
| Leeds                                                                              | Sheffield                                                                          | Nottingham                            | Newcastle                         |
| Elland Road Capacidade: 40,204                                                     | Estádio Hillsborough Capacidade: 39,859                                            | City Ground Capacidade: 30,539        | St James' Park Capacidade: 36,649 |
|                                                                                    |                                                                                    |                                       |                                   |
| Londres Manchester Liverpool Birmingham Leeds Sheffield Newcastle Nottingham       |                                                                                    |                                       |                                   |

## Fase de qualificação

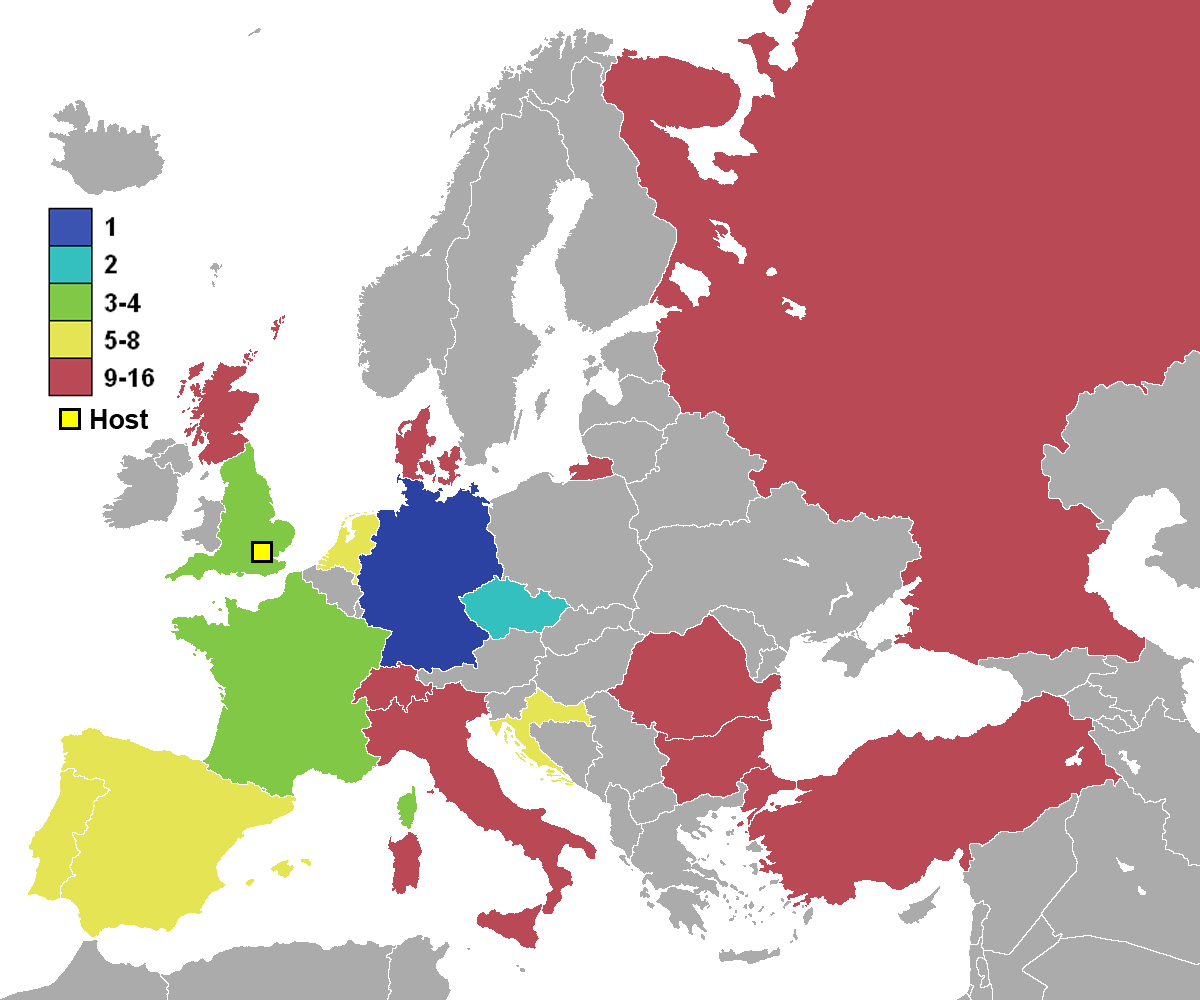
UEFA Euro 1996 - finalistas.

Quinze selecções superaram a fase de qualificação para chegar à fase final do torneio. A Inglaterra qualificou-se automaticamente como anfitriã do evento.
Este foi o primeiro campeonato europeu a introduzir o formato actual de 16 países competindo na final do torneio. A UEFA tinha tomado a decisão de expandir o torneio como no final dos anos '80 início dos anos '90.
A qualificação foi jogada entre 1994 e 1995. Os oito primeiros classificados qualificaram-se directamente, bem como os seis melhores segundo classificados. As duas selecções pior segundo classificadas disputaram um jogo de play-off para a última vaga. O jogo foi entre República da Irlanda e a Holanda, que venceu por dois golos contra zero.
| Anfitriões - Inglaterra | Primeira fase de qualificação - Bulgária - Croácia - Tchéquia - Dinamarca - Inglaterra - França - Alemanha - Itália | - Países Baixos - Portugal - Romênia - Rússia - Escócia - Espanha - Suíça - Turquia | Play-offs - Países Baixos |

## Primeira Fase

### Grupo A
| Pos | Equipe         | Pts | J | V | E | D | GP | GC | SG | Classificado                     |
| --- | -------------- | --- | - | - | - | - | -- | -- | -- | -------------------------------- |
| 1   | Inglaterra (H) | 7   | 3 | 2 | 1 | 0 | 7  | 2  | +5 | Avançar para a fase eliminatória |
| 2   | Países Baixos  | 4   | 3 | 1 | 1 | 1 | 3  | 4  | −1 | Avançar para a fase eliminatória |
| 3   | Escócia        | 4   | 3 | 1 | 1 | 1 | 1  | 2  | −1 |                                  |
| 4   | Suíça          | 1   | 3 | 0 | 1 | 2 | 1  | 4  | −3 |                                  |

1. 1 2  Empatado no confronto direto (Holanda 0-0 Escócia) e diferença geral de gols (-1). Os gols gerais foram usados como critério de desempate.

| 8 de junho de 1996 | Inglaterra  | 1 – 1     | Suíça                 | Estádio de Wembley, Londres               |
| 15:00              | Shearer 23' | Relatório | Türkyilmaz 84' (g.p.) | Público: 76,567 Árbitro: Manuel Díaz Vega |

| 10 de junho de 1996 | Países Baixos | 0 – 0     | Escócia | Villa Park, Birmingham                |
| 16:30               |               | Relatório |         | Público: 34,363 Árbitro: Leif Sundell |

| 13 de junho de 1996 | Suíça | 0 – 2     | Países Baixos             | Villa Park, Birmingham                 |
| 19:30               |       | Relatório | Cruyff 66' · Bergkamp 79' | Público: 36,800 Árbitro: Atanas Uzunov |

| 15 de junho de 1996 | Escócia | 0 – 2     | Inglaterra                  | Estádio de Wembley, Londres                 |
| 15:00               |         | Relatório | Shearer 53' · Gascoigne 79' | Público: 76,864 Árbitro: Pierluigi Pairetto |

| 18 de junho de 1996 | Escócia     | 1 – 0     | Suíça | Villa Park, Birmingham                 |
| 19:30               | McCoist 36' | Relatório |       | Público: 34,946 Árbitro: Václav Krondl |

| 18 de junho de 1996 | Países Baixos | 1 – 4     | Inglaterra                                  | Estádio de Wembley, Londres           |
| 19:30               | Kluivert 78'  | Relatório | Shearer 23' (g.p.) 57' · Sheringham 51' 62' | Público: 76,798 Árbitro: Gerd Grabher |

### Grupo B
| Pos | Equipe   | Pts | J | V | E | D | GP | GC | SG | Classificado                     |
| --- | -------- | --- | - | - | - | - | -- | -- | -- | -------------------------------- |
| 1   | França   | 7   | 3 | 2 | 1 | 0 | 5  | 2  | +3 | Avançar para a fase eliminatória |
| 2   | Espanha  | 5   | 3 | 1 | 2 | 0 | 4  | 3  | +1 | Avançar para a fase eliminatória |
| 3   | Bulgária | 4   | 3 | 1 | 1 | 1 | 3  | 4  | −1 |                                  |
| 4   | Romênia  | 0   | 3 | 0 | 0 | 3 | 1  | 4  | −3 |                                  |

| 9 de junho de 1996 | Espanha     | 1 – 1     | Bulgária             | Elland Road, Leeds                       |
| 14:30              | Alfonso 74' | Relatório | Stoichkov 65' (g.p.) | Público: 24,006 Árbitro: Piero Ceccarini |

| 10 de junho de 1996 | Romênia | 0 – 1     | França      | St James' Park, Newcastle             |
| 19:30               |         | Relatório | Dugarry 25' | Público: 26,323 Árbitro: Hellmut Krug |

| 13 de junho de 1996 | Bulgária     | 1 – 0     | Romênia | St James' Park, Newcastle                |
| 16:30               | Stoichkov 3' | Relatório |         | Público: 19,107 Árbitro: Peter Mikkelsen |

| 15 de junho de 1996 | França        | 1 – 1     | Espanha      | Elland Road, Leeds                  |
| 18:00               | Djorkaeff 49' | Relatório | Caminero 86' | Público: 35,626 Árbitro: Vadim Zhuk |

| 18 de junho de 1996 | França                                  | 3 – 1     | Bulgária      | St James' Park, Newcastle                 |
| 16:30               | Blanc 21' · Penev 63' (o.g.) · Loko 90' | Relatório | Stoichkov 69' | Público: 26,976 Árbitro: Dermot Gallagher |

| 18 de junho de 1996 | Romênia       | 1 – 2     | Espanha                 | Elland Road, Leeds                   |
| 16:30               | Răducioiu 29' | Relatório | Manjarín 11' · Amor 84' | Público: 32,719 Árbitro: Ahmet Çakar |

### Grupo C
| Pos | Equipe   | Pts | J | V | E | D | GP | GC | SG | Classificado                     |
| --- | -------- | --- | - | - | - | - | -- | -- | -- | -------------------------------- |
| 1   | Alemanha | 7   | 3 | 2 | 1 | 0 | 5  | 0  | +5 | Avançar para a fase eliminatória |
| 2   | Tchéquia | 4   | 3 | 1 | 1 | 1 | 5  | 6  | −1 | Avançar para a fase eliminatória |
| 3   | Itália   | 4   | 3 | 1 | 1 | 1 | 3  | 3  | 0  |                                  |
| 4   | Rússia   | 1   | 3 | 0 | 1 | 2 | 4  | 8  | −4 |                                  |

1. 1 2  Resultado do confronto direto: República Tcheca 2–1 Itália.

| 9 de junho de 1996 | Alemanha               | 2 – 0     | Tchéquia | Old Trafford, Manchester               |
| 17:00              | Ziege 26' · Möller 32' | Relatório |          | Público: 37,300 Árbitro: David Elleray |

| 11 de junho de 1996 | Itália           | 2 – 1     | Rússia        | Anfield, Liverpool                      |
| 16:30               | Casiraghi 5' 52' | Relatório | Tsymbalar 21' | Público: 35,120 Árbitro: Leslie Mottram |

| 14 de junho de 1996 | Tchéquia              | 2 – 1     | Itália     | Anfield, Liverpool                           |
| 19:30               | Nedvěd 4' · Bejbl 35' | Relatório | Chiesa 18' | Público: 37,320 Árbitro: Antonio López Nieto |

| 16 de junho de 1996 | Rússia | 0 – 3     | Alemanha                       | Old Trafford, Manchester                    |
| 15:00               |        | Relatório | Sammer 56' · Klinsmann 77' 90' | Público: 50,760 Árbitro: Kim Milton Nielsen |

| 19 de junho de 1996 | Rússia                                         | 3 – 3     | Tchéquia                              | Anfield, Liverpool                    |
| 19:30               | Mostovoy 49' · Tetradze 54' · Beschastnykh 85' | Relatório | Suchopárek 5' · Kuka 19' · Šmicer 88' | Público: 21,128 Árbitro: Anders Frisk |

| 19 de junho de 1996 | Itália | 0 – 0     | Alemanha | Old Trafford, Manchester              |
| 19:30               |        | Relatório |          | Público: 53,740 Árbitro: Guy Goethals |

### Grupo D
| Pos | Equipe    | Pts | J | V | E | D | GP | GC | SG | Classificado                     |
| --- | --------- | --- | - | - | - | - | -- | -- | -- | -------------------------------- |
| 1   | Portugal  | 7   | 3 | 2 | 1 | 0 | 5  | 1  | +4 | Avançar para a fase eliminatória |
| 2   | Croácia   | 6   | 3 | 2 | 0 | 1 | 4  | 3  | +1 | Avançar para a fase eliminatória |
| 3   | Dinamarca | 4   | 3 | 1 | 1 | 1 | 4  | 4  | 0  |                                  |
| 4   | Turquia   | 0   | 3 | 0 | 0 | 3 | 0  | 5  | −5 |                                  |

| 9 de junho de 1996 | Dinamarca      | 1 – 1     | Portugal     | Estádio Hillsborough, Sheffield             |
| 19:30              | B. Laudrup 22' | Relatório | Sá Pinto 53' | Público: 34,993 Árbitro: Mario van der Ende |

| 11 de junho de 1996 | Turquia | 0 – 1     | Croácia     | City Ground, Nottingham                     |
| 19:30               |         | Relatório | Vlaović 86' | Público: 22,406 Árbitro: Serge Muhmenthaler |

| 14 de junho de 1996 | Portugal  | 1 – 0     | Turquia | City Ground, Nottingham              |
| 16:30               | Couto 66' | Relatório |         | Público: 22,670 Árbitro: Sándor Puhl |

| 16 de junho de 1996 | Croácia                          | 3 – 0     | Dinamarca | Estádio Hillsborough, Sheffield     |
| 18:00               | Šuker 53' (g.p.) 90' · Boban 81' | Relatório |           | Público: 33,671 Árbitro: Marc Batta |

| 19 de junho de 1996 | Croácia | 0 – 3     | Portugal                           | City Ground, Nottingham                  |
| 16:30               |         | Relatório | Figo 4' · Pinto 33' · Domingos 82' | Público: 20,484 Árbitro: Bernd Heynemann |

| 19 de junho de 1996 | Turquia | 0 – 3     | Dinamarca                        | Estádio Hillsborough, Sheffield           |
| 16:30               |         | Relatório | B. Laudrup 50' 84' · Nielsen 69' | Público: 28,951 Árbitro: Nikolai Levnikov |

## Fases finais
|  | Quartas de final         | Quartas de final         |                       |       | Semifinais | Semifinais |  |  | Final | Final |
|  |                          |                          |                       |       |            |            |  |  |       |       |
|  | 23 de junho – Manchester |                          |                       |       |            |            |  |  |       |       |
|  |                          |                          |                       |       |            |            |  |  |       |       |
|  | Alemanha                 | 2                        |                       |       |            |            |  |  |       |       |
|  | Alemanha                 | 2                        | 26 de junho – Londres |       |            |            |  |  |       |       |
|  | Croácia                  | 1                        |                       |       |            |            |  |  |       |       |
|  | Croácia                  | 1                        | Alemanha (g.p.)       | 1 (6) |            |            |  |  |       |       |
|  | 22 de junho – Londres    |                          | Alemanha (g.p.)       | 1 (6) |            |            |  |  |       |       |
|  |                          | Inglaterra               | 1 (5)                 |       |            |            |  |  |       |       |
|  | Espanha                  | Inglaterra               | 1 (5)                 | 0 (2) |            |            |  |  |       |       |
|  | Espanha                  |                          | 30 de junho – Londres | 0 (2) |            |            |  |  |       |       |
|  | Inglaterra (g.p.)        | 0 (4)                    |                       |       |            |            |  |  |       |       |
|  | Inglaterra (g.p.)        | 0 (4)                    | Alemanha (a.p.)       | 2     |            |            |  |  |       |       |
|  | 23 de junho – Birmingham |                          | Alemanha (a.p.)       | 2     |            |            |  |  |       |       |
|  |                          | Tchéquia                 | 1                     |       |            |            |  |  |       |       |
|  | Tchéquia                 | Tchéquia                 | 1                     | 1     |            |            |  |  |       |       |
|  | Tchéquia                 | 26 de junho – Manchester |                       | 1     |            |            |  |  |       |       |
|  | Portugal                 | 0                        |                       |       |            |            |  |  |       |       |
|  | Portugal                 | 0                        | Tchéquia (g.p.)       | 0 (6) |            |            |  |  |       |       |
|  | 22 de junho – Liverpool  |                          | Tchéquia (g.p.)       | 0 (6) |            |            |  |  |       |       |
|  |                          | França                   | 0 (5)                 |       |            |            |  |  |       |       |
|  | França (g.p.)            | França                   | 0 (5)                 | 0 (5) |            |            |  |  |       |       |
|  | França (g.p.)            |                          |                       | 0 (5) |            |            |  |  |       |       |
|  | Países Baixos            | 0 (4)                    |                       |       |            |            |  |  |       |       |
|  | Países Baixos            | 0 (4)                    |                       |       |            |            |  |  |       |       |

### Quartos-finais
| 22 de junho de 1996 | Espanha | 0 – 0 (a.p.) | Inglaterra | Estádio de Wembley, Londres         |
| 15:00               |         | Relatório    |            | Público: 75,440 Árbitro: Marc Batta |

|                          |       | Penalidades                    |  |
| Hierro Amor Belsúe Nadal | 2 – 4 | Shearer Platt Pearce Gascoigne |  |

| 22 de junho de 1996 | França | 0 – 0 (a.p.) | Países Baixos | Anfield, Liverpool                           |
| 18:30               |        | Relatório    |               | Público: 37,465 Árbitro: Antonio López Nieto |

|                                        |       | Penalidades                               |  |
| Zidane Djorkaeff Lizarazu Guérin Blanc | 5 – 4 | de Kock R. de Boer Kluivert Seedorf Blind |  |

| 23 de junho de 1996 | Alemanha                          | 2 – 1     | Croácia   | Old Trafford, Manchester              |
| 15:00               | Klinsmann 20' (g.p.) · Sammer 59' | Relatório | Šuker 51' | Público: 43,412 Árbitro: Leif Sundell |

| 23 de junho de 1996 | Tchéquia     | 1 – 0     | Portugal | Villa Park, Birmingham                |
| 18:30               | Poborský 53' | Relatório |          | Público: 26,832 Árbitro: Hellmut Krug |

### Semi-finais
| 26 de junho de 1996 | França | 0 – 0 (a.p.) | Tchéquia | Old Trafford, Manchester                |
| 16:00               |        | Relatório    |          | Público: 43,877 Árbitro: Leslie Mottram |

|                                               |       | Penalidades                              |  |
| Zidane Djorkaeff Lizarazu Guérin Blanc Pedros | 5 – 6 | Kubík Nedvěd Berger Poborský Rada Kadlec |  |

| 26 de junho de 1996 | Alemanha  | 1 – 1 (a.p.) | Inglaterra | Estádio de Wembley, Londres          |
| 19:30               | Kuntz 16' | Relatório    | Shearer 3' | Público: 75,862 Árbitro: Sándor Puhl |

|                                         |       | Penalidades                                         |  |
| Häßler Strunz Reuter Ziege Kuntz Möller | 6 – 5 | Shearer Platt Pearce Gascoigne Sheringham Southgate |  |

### Final
| 30 de junho de 1996 | Tchéquia          | 1 – 2 (a.p.) | Alemanha         | Estádio de Wembley, Londres                 |
| 19:00               | Berger 59' (g.p.) | Relatório    | Bierhoff 73' 95' | Público: 73,611 Árbitro: Pierluigi Pairetto |

## Estatísticas
Legenda
- Vencedor

| #                               | Equipa        | Pts | J | V | E | D | GM | GS | +/- |
| ------------------------------- | ------------- | --- | - | - | - | - | -- | -- | --- |
| Final                           |               |     |   |   |   |   |    |    |     |
| 1                               | Alemanha      | 14  | 6 | 4 | 2 | 0 | 10 | 3  | +7  |
| 2                               | Tchéquia      | 8   | 6 | 2 | 2 | 2 | 7  | 8  | –1  |
| Eliminados nas Semi-Finais      |               |     |   |   |   |   |    |    |     |
| 3                               | Inglaterra    | 9   | 5 | 2 | 3 | 0 | 8  | 3  | +5  |
| 4                               | França        | 9   | 5 | 2 | 3 | 0 | 5  | 2  | +3  |
| Eliminados nos Quartos-de-Final |               |     |   |   |   |   |    |    |     |
| 5                               | Portugal      | 7   | 4 | 2 | 1 | 1 | 5  | 2  | +3  |
| 6                               | Espanha       | 6   | 4 | 1 | 3 | 0 | 4  | 3  | +1  |
| 7                               | Croácia       | 6   | 4 | 2 | 0 | 2 | 5  | 5  | 0   |
| 8                               | Países Baixos | 5   | 4 | 1 | 2 | 1 | 3  | 4  | –1  |
| Eliminados na Fase de Grupos    |               |     |   |   |   |   |    |    |     |
| 9                               | Dinamarca     | 4   | 3 | 1 | 1 | 1 | 4  | 4  | 0   |
| 10                              | Itália        | 4   | 3 | 1 | 1 | 1 | 3  | 3  | 0   |
| 11                              | Bulgária      | 4   | 3 | 1 | 1 | 1 | 3  | 4  | –1  |
| 12                              | Escócia       | 4   | 3 | 1 | 1 | 1 | 1  | 2  | –1  |
| 13                              | Suíça         | 1   | 3 | 0 | 1 | 2 | 1  | 4  | –3  |
| 14                              | Rússia        | 1   | 3 | 0 | 1 | 2 | 4  | 8  | –4  |
| 15                              | Romênia       | 0   | 3 | 0 | 0 | 3 | 1  | 4  | –3  |
| 16                              | Turquia       | 0   | 3 | 0 | 0 | 3 | 0  | 5  | –5  |

## Premiações

### Campeões
| Campeonato Europeu de Futebol de 1996 |
| ------------------------------------- |
| ALEMANHA Campeão (3º título)          |

### Melhores do torneio
De acordo com a UEFA, os melhores jogadores do Euro 1996 foram:
| Guarda-Redes               | Defesas                                                                    | Médios                                                                                | Avançados                                                            |
| -------------------------- | -------------------------------------------------------------------------- | ------------------------------------------------------------------------------------- | -------------------------------------------------------------------- |
| David Seaman Andreas Köpke | Radoslav Látal Laurent Blanc Marcel Desailly Matthias Sammer Paolo Maldini | Didier Deschamps Steve McManaman Paul Gascoigne Rui Costa Karel Poborský Dieter Eilts | Alan Shearer Hristo Stoichkov Davor Šuker Youri Djorkaeff Pavel Kuka |

## Melhores marcadores
5 golos
- Alan Shearer

3 golos
- Hristo Stoichkov
- Jürgen Klinsmann
- Davor Šuker
- Brian Laudrup

2 golos
- Oliver Bierhoff
- Matthias Sammer
- Teddy Sheringham
- Pierluigi Casiraghi